# SN 1994I
SN 1994I – supernowa typu Ic odkryta 9 kwietnia 1994 roku w galaktyce NGC 5194. Jej maksymalna jasność wynosiła 12,90m.